# Pascal Millien
Pascal Millien est un footballeur international haïtien, né le 3 mai 1986 à Léogâne. Il évolue au poste de milieu de terrain avec le Finn Harps FC en League of Ireland.

## Palmarès
Vierge